# Crudités

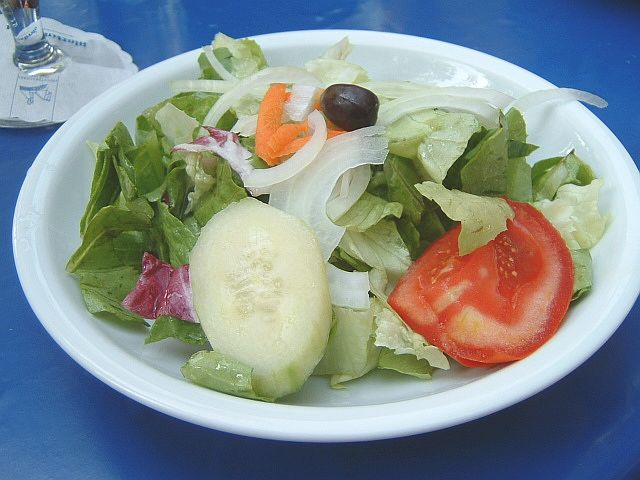
Plat amb crudités

El cruatge o el terme crudités és un mot francès que designa a França una mena d'amanida d'hortalisses o verdures crues i sense fulles, com ara pastanaga, cogombre, api o coliflor. Es menja amanit, en un platet, com a entrant o bé és molt habitual també de tallar les verdures en bastonets i servir-les amb potets de salses per a sucar-hi, en aperitius.
Les dones prenyades han de tenir en compte el risc de la toxoplasmosi si n'han de menjar.